# Eutelsat 9B
Eutelsat 9B (или Eutelsat 9B/EDRS-A) — геостационарный спутник связи, принадлежащий французскому спутниковому оператору, компании Eutelsat. Предназначен для предоставления телекоммуникационных услуг для Европы.
Будет располагаться на орбитальной позиции 9° восточной долготы.
Запущен 29 января 2016 года ракетой-носителем Протон-М.

## Аппарат
Построен на базе космической платформы Eurostar-3000 европейской компанией Airbus Defence & Space. Электроснабжение обеспечивают два крыла солнечных батарей и аккумуляторные батареи. Высота спутника достигает 7,5 метров, размах крыльев на орбите — более 30 метров. Ожидаемый срок службы спутника — 15 лет. Стартовая масса спутника составляет 5175 кг.

### Транспондеры
На спутник установлены 66 активных транспондера Ku-диапазона, переключаемые между пятью лучами.

### Покрытие
Спутник Eutelsat 9B будет обеспечивать цифровое телевещание потребителям стран Европы (общеевропейский луч), и отдельно для Италии, Германии, Греции и стран Северной Европы (региональные лучи).

### EDRS-A
На спутник установлен первый образец оборудования для системы EDRS (англ. European Data Relay System) — европейской системы обмена данными между геостационарными спутниками, спутниками на низкой околоземной орбите и наземными станциями. Вес оборудования — 170 кг.

## Запуск
Запуск спутника Eutelsat 9B состоялся в 22:20 UTC 29 января 2016 года ракетой-носителем Протон-М со стартовой площадки 200/39 космодрома Байконур в Казахстане.

Через 9 минут 42 секунды отделился разгонный блок Бриз-М и, следуя стандартной схеме полёта с пятью последовательными включениями двигателя, вывел спутник на геопереходную орбиту с параметрами 4370 × 35 688 км, наклонение 12,1°. Отсоединение спутника произошло спустя 9 часов 12 минут после старта ракеты-носителя.